# 擬旖斑蝶
擬旖斑蝶（学名：Ideopsis similis），又名淡雲蝶、琉球青斑蝶，为蛺蝶科旖斑蝶屬下的一个种。

## 描述
本種為中型斑蝶，雌雄外觀相似，二型性不明顯。全身主要為黑褐色，頭、胸、足具白色斑點與線紋。腹部背面褐色，腹面黃褐或白色，有時帶淺褐色。
前翅長37-47 mm，呈三角形，翅端略突出，後翅圓形。翅背面底色暗褐，佈滿半透明青白色斑紋，基部為線條狀，外側為斑點狀。前翅Sc室及CuA2室內具青白色條紋。後翅內側有條紋，雄蝶後翅1A+2A脈上有線狀性標，兩側覆有淺灰色特化鱗，色澤略淡於底色。雌蝶無此性標。
翅腹面紋路與背面相似，底色較淺，翅面呈深栗色，前翅內側較深。緣毛黑白相間。
雌蝶前足跗節分節並具爪，雄蝶則癒合成匕狀。

## 分佈
分布於斯里蘭卡、中南半島、蘇門答臘、沖繩、奄美群島、華南、臺灣。
臺灣分布於全島低至中海拔地區，離島包括蘭嶼、綠島、基隆嶼、龜山島、小琉球、金門與馬祖等亦有發現。

## 棲地
主要棲息於海岸林與常綠闊葉林，一年可多代，全年皆可見成蝶活動。飛行緩慢，喜愛訪花；幼蟲取食夾竹桃科（蘿藦科）鷗蔓屬植物。